# South Beloit
Pour les articles homonymes, voir Beloit.
La ville américaine de South Beloit est située dans le comté de Winnebago, dans l’État de l’Illinois. Sa population s’élevait à 7 892 habitants lors du recensement de 2010.

## Source
- (en) Cet article est partiellement ou en totalité issu de l’article de Wikipédia en anglais intitulé « South Beloit, Illinois » (voir la liste des auteurs).